# Huntress
Huntress — американская хеви-метал группа. Группа была основана в 2009 году, в Хайленд Парке, когда вокалистка Джилл Янус в Лос-Анджелесе встретила андегра́унд-метал группу под названием 'Professor'. В ноябре 2011 года Huntress подписали контракт с лейблом Napalm Records. В 2010 году был выпущен дебютный мини-альбом группы Off with Her Head. 27 декабря 2011 года музыканты выпустили свой первый сингл, «Eight of Swords», в поддержку своего дебютного альбома, Spell Eater.
В октябре 2015 года Джилл Янус на своей странице в Facebook объявила о том, что группа заканчивает своё существование, но при этом она сама по-прежнему будет в музыкальной индустрии. Позднее гитарист Блейк Мил сказал, что это заявление было вызвано нервным истощением, добавив, что группа продолжит выступать.
14 августа 2018 года Джилл Янус покончила жизнь самоубийством за пределами Портленда, штат Орегон. Будущее группы на данный момент неизвестно.

## Стиль

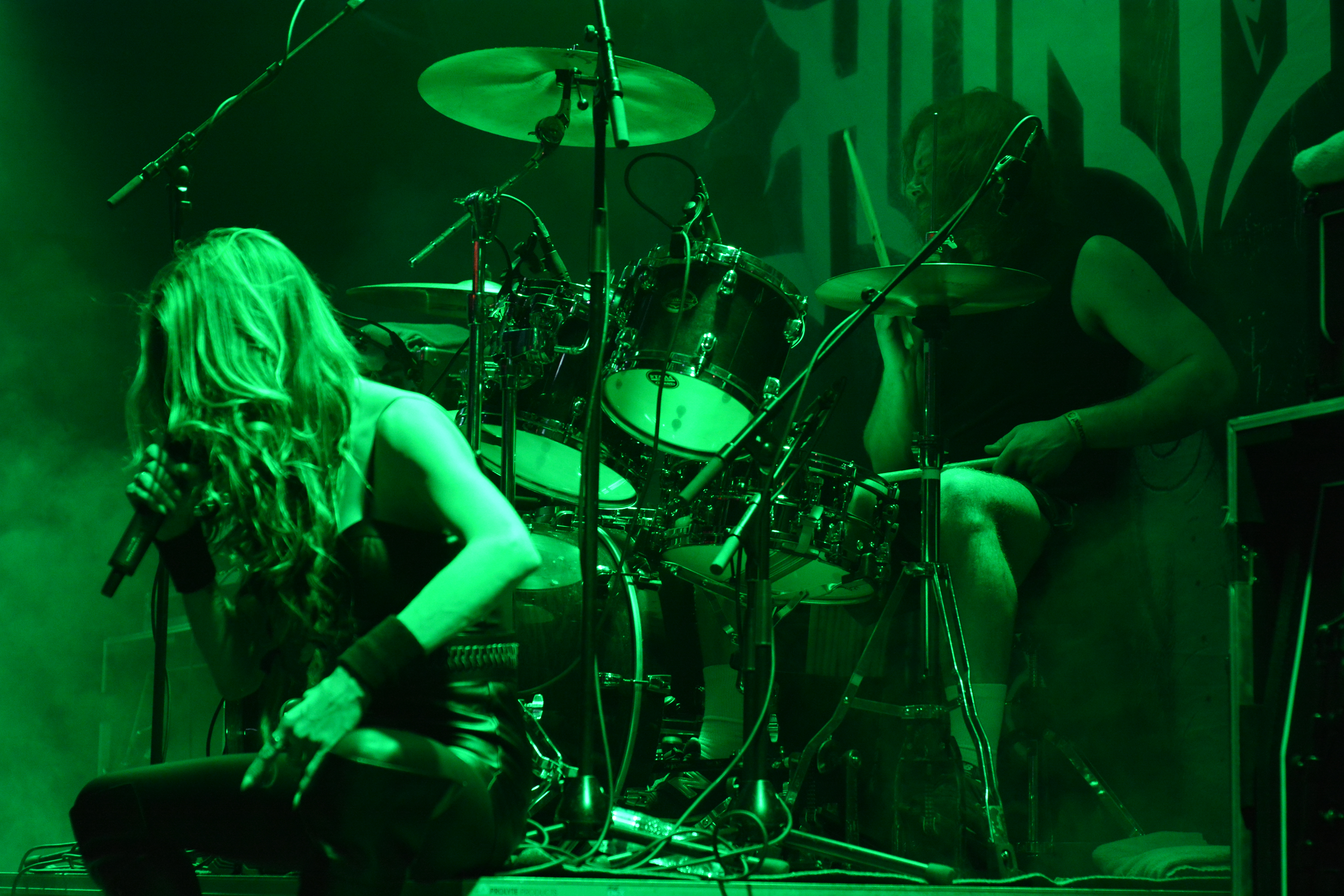
Huntress в 2014 году.

Стиль группы был определён как классический хэви-метал с влияниями трэш и дум-метала, с частыми «выкриками» вокалистки Янус (голос которой обладал диапазоном в четыре октавы).

## Участники группы
- Джилл Янус — ведущий вокал (2009–2018; её смерть)
- Блейк Мил — соло-гитара, бэк-вокал (2009–2018)
- Эрик Харрис — бас-гитара (2010–2012, 2016–2018)
- Эли Сантана — ритм-гитара, бэк-вокал (2014–2018)
- Тайлер Мил — ударные (2014–2018)
- Грег Имхофф — бас-гитара (2009–2010)
- Шон Форд — ударные (2009–2010)
- Иэн Олден — бас-гитара (2012–2015), ритм-гитара (2009–2012)
- Карл Вежбицкий — ударные (2010–2014)
- Энтони Крокамо — ритм-гитара (2012–2013)
- Спенсер Джекоб Греу — бас-гитара (2015–2016)

Временная шкала

## Дискография
Студийные альбомы
| Название        | История релиза                                                                             | Позиции в чартах | Продажи       |
| Название        | История релиза                                                                             | US Heat          | Продажи       |
| --------------- | ------------------------------------------------------------------------------------------ | ---------------- | ------------- |
| Spell Eater     | - Выпущен: 27 апреля 2012 - Лейбл: Napalm Records - Форматы: CD, LP, цифровая дистрибуция  | —                | - США: 1,050+ |
| Starbound Beast | - Выпущен: 2 июля 2013 - Лейбл: Napalm Records - Формат: CD, LP, цифровая дистрибуция      | 12               | - США: 3,280+ |
| Static          | - Выпущен: 25 сентября 2015 - Лейбл: Napalm Records - Формат: CD, LP, цифровая дистрибуция | 18               | - США: 1,225+ |

Мини-альбомы
| Название          | История релиза                                                            |
| ----------------- | ------------------------------------------------------------------------- |
| Off with Her Head | - Выпущен: 30 марта 2010 - Лейбл: Самиздат - Формат: Цифровая дистрибуция |
| Eight of Swords   | - Выпущен: 27 декабря 2011 - Лейбл: Napalm Records - Формат: LP           |

Музыкальные видео
| Год  | Название          | Режиссёр   | Альбом          | Ссылки |
| ---- | ----------------- | ---------- | --------------- | ------ |
| 2011 | «Eight of Swords» | Саймон Чан | Eight of Swords | [ 20 ] |
| 2012 | «Spell Eater»     | Саймон Чан | Spell Eater     | [ 21 ] |
| 2013 | «Zenith»          | Фил Муччи  | Starbound Beast | [ 22 ] |
| 2015 | «Sorrow»          |            | Static          | [ 23 ] |

## Награды и номинации
| Год  | Номинированная работа | Награда                                          | Результат |
| ---- | --------------------- | ------------------------------------------------ | --------- |
| 2014 | «Zenith»              | Revolver Golden Gods Awards Лучшие фильм и видео | Номинация |